# Triadobatrachus
 Triadobatrachus  (von altgr. τρίαδα triada ‚drei‘ und βάτραχος batrachos ‚Frosch)‘ ist eine fossile Gattung froschähnlicher Amphibien und gehört zum Taxon Salientia, in dem die rezenten Froschlurche (Anura) mit einigen primitiven, fossilen Verwandten vereinigt werden. Ihre Vertreter lebten in der Unteren Trias vor etwa 250 Millionen Jahren und gelten damit als älteste der Wissenschaft bekannte froschlurchähnliche Tiere. Das einzige fossile Exemplar der Typusart T. massinoti fand man im heutigen Madagaskar, das in der Trias noch keine Insel, sondern ein Teil des Superkontinents Pangaea war.

## Merkmale

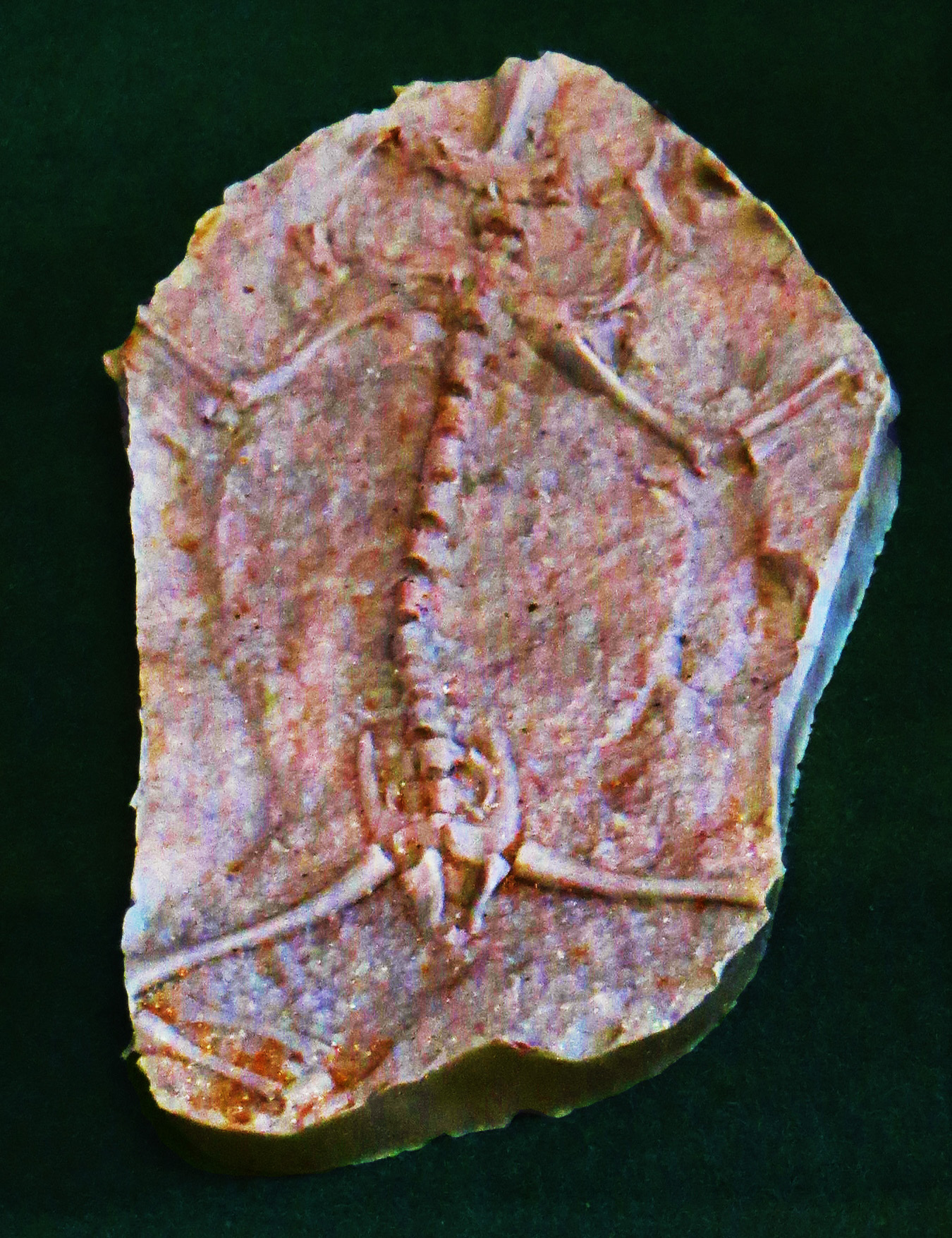
Fossil von Triadobatrachus im Muséum national d’histoire naturelle in Paris.

Triadobatrachus massinoti war ungefähr zehn Zentimeter lang, hatte einen gestreckteren Körper als heutige Frösche und noch als erwachsenes Tier einen kurzen Schwanz(stummel). Er hatte viele ursprüngliche anatomische Merkmale wie beispielsweise 24 Wirbel, davon sechs Schwanzwirbel – moderne Frösche haben nur noch fünf bis neun Wirbel. Der Schädel ähnelte dem der heutigen Frösche und bestand aus filigranen Knochenspangen, die durch große Öffnungen getrennt wurden. Das Stirnbein und das Scheitelbein waren schon wie bei rezenten Froschlurchen miteinander verwachsen. Große Ohröffnungen lassen vermuten, dass Triadobatrachus eine gute Hörfähigkeit hatte. Im Unterkiefer hatte dieser „Urfrosch“ keine Zähne.
Die Unterarmknochen Speiche und Elle sowie Waden- und Schienbein (Tibia) im Unterschenkel waren noch nicht zusammengewachsen. Die Hinterbeine waren verlängert, aber noch nicht so stark wie bei modernen Fröschen. Er schwamm vermutlich mit den Hinterbeinen, die sich zu den leistungsfähigen Sprungorganen der heutigen Froschlurche weiterentwickelten.